# Шарик (село)
Шарик — село в Шацком районе Рязанской области в составе Кермисинского сельского поселения.

## Географическое положение
Село Шарик расположено на Окско-Донской равнине в устье ручья Чёрная Речка на реке Кермись в 29,5 км к востоку от города Шацка. Расстояние от села до районного центра Шацк по автодороге — 44 км.
С запада, юга и востока почти вплотную к селу подступают значительные лесные массивы. К северу от села расположено урочище Ендова. Ближайшие населенные пункты — село Кермись, поселки Карля, Бабакино и Каширино , Желанное , Завидное.

## Население
| 1989 | 2010 | 2012 |
| ---- | ---- | ---- |
| 170  | ↘69  | ↗113 |

## Происхождение названия
Очень условно, но возможно, что название произошло от первого поселенца. Такие прозвища, как «Шар» и «Шарик» обычно получали маленькие, юркие толстяки (круглые, как шар, и быстрые, как катающийся шарик).
Среди местных жителей бытует предание о некоем барине, который назвал село в честь любимой собаки.

## История
В XIX в., вплоть до отмены крепостного права в 1861 г. Шарик числился деревней и принадлежал дворянскому роду графов Шуваловых.
К 1911 г., по данным А. Е. Андриевского, деревня Шарик относилась к приходу Архангельской церкви села Желанное, и в ней насчитывалось 160 дворов, в которых проживало 560 душ мужского и 580 женского пола. Рядом с селом находилась лесная контора графини Шуваловой.
В том же 1911 г. в Шарике была построена деревянная холодная церковь во имя святой Живоначальной Троицы, открыт приход, и деревня стала селом.
После Октябрьской революции 1917 г. службы в храме были прекращены, здание церкви постепенно разрушалось. В июне 2015 г. местные жители начали разбирать старый храм. Газета «Рязанские ведомости» писала, что такое решение они приняли на общем сходе. По информации газеты, здание превратилось в развалины и не подлежало восстановлению. Местный священник дал благословение на его демонтаж. На месте старой церкви в 2017 году была построена маленькая часовня.
В настоящее время село Шарик является одним из центров сельского туризма (агротуризма) в Шацком районе. Приезжающим отдохнуть в село предлагается деревенский дом на 2—3 чел. с русской печкой (одна комната, до колодца 100 м, русская баня, питание самостоятельно). Неповторимая природа, чистый воздух, лес, природные родники приятно удивляют. Возможны прогулки на реку Кермись (10—15 мин. ходьбы), за ягодами и грибами, голубой глиной, организация охоты и рыбалки, посещение пасеки и катание на лошадях.

## Транспорт
Основные грузо- и пассажироперевозки осуществляются автомобильным транспортом. К северу от села находится аэродром «Шарик» (бывшая площадка авиационно-химических работ), взятый в аренду физическим лицом.